# وتند
وتند (به انگلیسی: Vattenad) یک روستا در هند است که در کرالا واقع شده‌است.